# 斯外芝伦县
斯外芝伦县是柬埔寨柴桢省下辖的一个县。柬埔寨华人称其为檖尊县。
据1998年人口普查，此县共有129,573人。